# Bara få va mig själv
Bara få va mig själv är en låt framförd av den svenska sångerskan Laleh, skriven av Laleh, Frank Nobel, Gustaf Thörn och Gino Yonan. Den utgavs 6 april 2016 som den första singeln från Lalehs sjätte studioalbum Kristaller, vilket släpptes i september 2016. Singeln har uppnått plats 5 på Sverigetopplistan. Den 18 oktober 2016 låg låten fortfarande etta på Svensktoppen och hade spelats nästan 27 miljoner gånger på Spotify.
Innan singelsläppet hade Laleh arbetat en tid som låtskrivare och producent i USA. Videon till låten är regisserad av Laleh själv och inspelad i Los Angeles.

## Låtlista
Digital nedladdning
1. "Bara få va mig själv" – 3:34

## Listplaceringar
| Lista (2016)                | Högsta placering |
| --------------------------- | ---------------- |
| Sverige (Sverigetopplistan) | 5                |
| Svensktoppen                | 1                |